# Enrico Bombieri
Enrico Bombieri (ur. 26 listopada 1940 roku w Mediolanie) – włoski matematyk, laureat Medalu Fieldsa z 1974 roku. Specjalizuje się w analitycznej teorii liczb, geometrii algebraicznej, analizie zespolonej i teorii grup.

## Życiorys
Urodził się 26 listopada 1940 roku w Mediolanie. Matematyką zainteresował się dość wcześnie, mając 13 lat studiował podręcznik z teorii liczb. W 1963 roku uzyskał doktorat na Uniwersytecie Mediolańskim (jego promotorem był Giovanni Ricci).
W roku 1964 wyjechał do University of Cambridge, gdzie pogłębiał swoją wiedzę z teorii liczb u Harolda Davenporta, a w 1995 został profesorem na Uniwersytecie w Cagliari. W latach 1966–1974 był profesorem na Uniwersytecie w Pizie, a w okresie 1974–1977 w Scuola Normale Superiore di Pisa. W 1977 roku przeniósł się do Institute for Advanced Study, gdzie pracował aż do przejścia na emeryturę w 2011 roku.
Wypromował 6 doktorów, wśród nich byli m.in. Umberto Zannier, Fabrizio Catanese, Roberto Dvornicich i włoski senator Luciano Modica.
Bombieri jest pierwszym Włochem uhonorowanym Medalem Fieldsa.

## Publikacje i osiągnięcia
Autor ponad 160 artykułów naukowych i 3 książek (w tym napisanej wspólnie z Walterem Gublerem Heights in Diophantine Geometry za którą otrzymali Joseph L. Doob Prize). Swoje prace publikował m.in. w „Acta Arithmetica”, „American Journal of Mathematics”, „Duke Mathematical Journal”, „Communications on Pure and Applied Mathematics”, „Mathematische Annalen”, „Publications mathématiques de l'IHÉS” oraz najbardziej prestiżowych czasopismach matematycznych świata: „Annals of Mathematics”, „Journal of the American Mathematical Society", „Acta Mathematica” i „Inventiones Mathematicae”.
Medal Fieldsa otrzymał za wkład w teorię liczb pierwszych, lokalną hipotezę Bieberbacha, teorię funkcji wielu zmiennych zespolonych oraz teorię równań różniczkowych cząstkowych i powierzchni minimalnych – w szczególności za wkład w rozwiązanie problemu Bernsteina w wyższych wymiarach.
Znany jest w szczególności z twierdzenia Bombieriego-Winogradowa, będącego jednym z klasycznych wyników teorii sit udoskonalających twierdzenie Dirichleta o liczbach pierwszych w postępach arytmetycznych. Twierdzenie to często może stanowić substytut dla uogólnionej hipotezy Riemanna w dowodach innych twierdzeń.
Bombieri zajmował się również aproksymacją diofantyczną i geometrią diofantyczną, badając zagadnienia dotyczące rozwiązywania równań i nierówności w zbiorach liczb całkowitych i wymiernych. Niektóre z nich, w szczególności te związane z teorią liczb pierwszych, mają potencjalne zastosowania praktyczne w kryptografii oraz bezpieczeństwie transmisji i identyfikacji danych.

## Wyróżnienia
Bombieri był wielokrotnie nagradzany. Otrzymał:
- 2020 – Nagrodę Crafoorda[15]
- 2010 – Nagroda Króla Fajsala[4]
- 2008 – Joseph L. Doob Prize(inne języki)[8]
- 2006 – Premio Internazionale Pitagora[5]
- 1980 – Nagrodę Balzana[16]
- 1976 – Premio Feltrinelli(inne języki)[17]
- 1974 – Medal Fieldsa[10].

W 1974 roku wygłosił wykład plenarny (związany z otrzymanym wówczas Medalem Fieldsa) na Międzynarodowym Kongresie Matematyków.
Jest członkiem Amerykańskiej Akademii Sztuk i Nauk (od 1979 roku), Francuskiej Akademii Nauk (od 1984 roku), Academia Europea (od 1995 roku), National Academy of Sciences (od 1996 roku) i Królewskiej Szwedzkiej Akademii Nauk.

## Zainteresowania pozanaukowe
Bombieri jako młody człowiek interesował się botaniką alpejską, w szczególności roślinami z rodziny storczykowatych. Jest też malarzem. Za młodu eksperymentował z rysunkami ołówkiem i akwarelami, a w podróże zabierał ze sobą farby i pędzle. Po przeprowadzce do Stanów Zjednoczonych zapisał się na studia z malarstwa i grafiki w Mercer County Community College. Bombieri maluje ludzi, zwierzęta i krajobrazy. Jego obrazy określane są jako surrealistyczne lub celowo dwuznaczne, choć przyjmuje także zamówienia na portrety. Jedna z prac, z której jest szczególnie dumny, przedstawia gigantyczną szachownicę nad jeziorem, na której rozmieszczone są figury symbolizujące krytyczny punkt historycznego meczu pomiędzy mistrzem świata Garrim Kasparowem a komputerem szachowym Deep Blue.